# Chilok (fiume)
Il Chilok (in russo Хилок?; in buriato Хёолго, Hëolgo; in mongolo Хялга гол, Hjalga gol) è un fiume della Russia siberiana meridionale (Territorio della Transbajkalia e Repubblica autonoma della Buriazia), tributario di destra del Selenga.
Ha origine come emissario del lago Arachlej, nella sezione meridionale dell'altopiano del Vitim; scorre dapprima con direzione meridionale, assumendo poi direzione mediamente sudoccidentale attraversando un'ampia vallata montana formando numerosi laghi. Nel suo basso corso, alcune decine di chilometri a monte della foce, compie un'altra svolta dirigendo il suo corso verso nordovest; sfocia nel basso corso del Selenga. Tra i suoi maggiori affluenti: Suchara, Ungo e Bludnaja.
Il fiume è gelato, mediamente, dai primi di novembre alla fine di aprile; l'estate è la stagione in cui si raggiungono i massimi livelli di portata d'acqua.
I maggiori centri urbani toccati dal fiume nel suo corso sono la città omonima e gli insediamenti di Mogzon e Novopavlovka. Per la valle del fiume Chilok passa un tratto della ferrovia Transiberiana.